# 王欽 (弘治浙江進士)
王钦（1468年—？），字肅之，浙江湖州府乌程縣人，民籍，明朝政治人物。

## 生平
弘治二年（1489年）己酉科浙江鄉試第二十二名舉人。弘治十二年（1499年）中式己未科會試第四十八名，二甲第五十八名進士。拜南京監察御史，清戎湖广，改广东道御史，正德五年（1510年）七月出为四川布政司右参议，八月考察，未任而免职

## 家族
曾祖王勉，医学训科；祖王敬；父王聪，监生。母谭氏。重庆下。弟铨、钺、鑰、钊。